# Форт Торонто

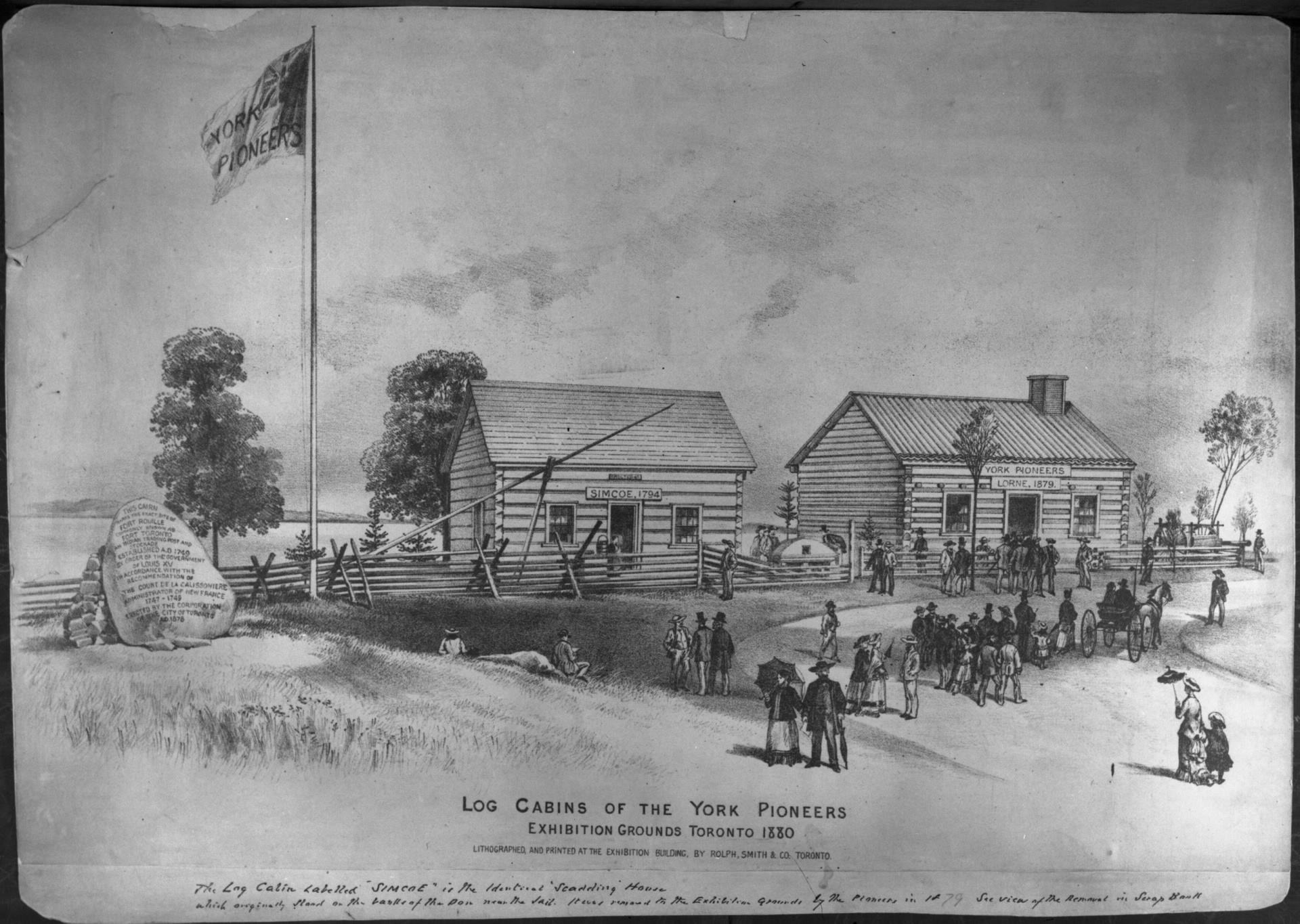
Форт Торонто в конце XIX века

Форт Торонто или Форт Руйе (фр. Fort Rouillé (Fort Toronto)) — французский торговый пост в Торонто, Онтарио, Канада. Был назван в честь Антуана Луи Руйе, морского министра Франции при Людовике XV. Форт был брошен в 1759 году.

## История
Строительство форта было заказано Жак-Пьером де ла Жонкьером, генерал-губернатором Новой Франции, с целью освоения данных территорий французскими поселенцами и торговли с коренными жителями.
В 1757 году, в то время, когда шла Семилетняя война, форт был атакован и разграблен британским отрядом из Миссиссоги. На следующий день французский отряд из Форта Ниагара освободил форт.
В 1758 году население форта было мобилизовано для защиты Форта Ниагара. После того, как Форт Ниагара пал в июле 1759 года, британский отряд отправился к форту Торонто для его взятия, но форт уже был сожжён.

## Описание
Форт располагался западнее места впадения реки Торонто в озеро Онтарио, на возвышенности с крутым склоном со стороны берега, что давало форту неплохую защиту, однако форт был пригоден для использования только в качестве торгового поста.
Четырёхугольное укрепление размерами 55 x 55 м  имело 4 угловых оборонительных сооружения и включало несколько сооружений: корпус, кладовое помещения, кузницу и дом офицеров. Вход во внутренний двор укрепления располагался в южной стене форта.